# Davide Malacarne
Davide Malacarne (født 11. juli 1987) er en italiensk tidligere professionel landevejsrytter.